# 1924년 전국체육대회 개막식
1924년 전국체육대회 개막식은 일제강점기 조선 경기도 경성부에서 개최된 1924년 전국체육대회의 개막식이다. 1924년 5월 16일, 1924년 6월 14일, 1924년 9월 22일, 1924년 10월 30일에 배재고등보통학교 운동장, 휘문고등보통학교 운동장에서 진행되었다. 1924년 전국체육대회는 종목별 대회가 별도로 개최되었기 때문에 개막식은 각 종목별로 따로 진행되었다.

## 개막식

### 야구

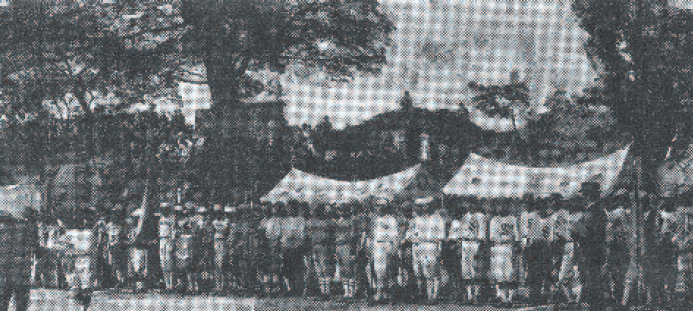
1924년 5월 16일에 진행된 야구 종목 개막식

야구 종목에 참가하는 선수단은 1924년 5월 16일 8시에 천도교당에 모여 배재악대를 선두로 종로 일대를 시가 행진을 진행한 후 배재고등보통학교 운동장으로 입장하여 입장식을 진행했다. 조선체육회 회장인 최린의 시구식이 진행되었다.

### 육상
육상 종목에 참가하는 선수 약 400여 명은 1924년 6월 14일 8시 30분에 배재고등보통학교 운동장에 모여 군악에 맞춰 종로 거리를 지나 휘문고등보통학교 운동장으로 행렬을 지어 이동하며 개막식이 시작되었다. 11시 4분에 휘문고등보통학교 운동장에서 선수단 입장식을 진행하고, 조선체육회 회장인 최린의 개회사가 진행되었다.

### 정구
정구 종목 개막식은 시가 행진과 입장식은 진행하지 않고 우승기 반환식을 진행했다. 1924년 9월 22일에 휘문고등보통학교 운동장에서 조선체육회장 박창하의 개회사가 진행된 후, 전년도 대회에서 우승한 소학부의 선천공립보통학교 정구단과 중학부의 휘문고등보통학교 정구단의 우승기 반환이 진행되었다. 전년도 대회 청년부에서 우승한 금강구락부 정구단은 3회 연속 우승을 차지하여 우승기 반환 없이 소장하게 되었다.

### 축구
축구 종목 개막식은 1924년 10월 30일 8시에 보성고등보통학교 운동장에서 축구 종목에 참가하는 선수 286명이 모인 후, 경신악대의 군악을 선두로 종로 거리를 행렬로 지어 이동하며 시작되었다. 배재고등보통학교 운동장에 모인 후 조선체육회 회장 박창하의 개회사가 진행되고 지난 대회 우승한 축구단으로부터 우승기를 반환하는 우승기 반환식이 진행되면서 개막식이 마무리되고 축구 경기가 개최되었다.

## 참고 문헌
- “대한체육회 국내종합경기대회”. 대한체육회.
- “제5회 전국체육대회”. 대한체육회.
- 《대한체육회 50년》. 대한체육회. 1970. 2020년 11월 8일에 원본 문서에서 보존된 문서. 2022년 11월 5일에 확인함.
- 《대한체육회 70년사》. 대한체육회. 1990. 2020년 11월 8일에 원본 문서에서 보존된 문서. 2022년 11월 5일에 확인함.
- 《대한체육회 90년사》. 대한체육회. 2011. 2020년 11월 8일에 원본 문서에서 보존된 문서. 2022년 11월 5일에 확인함.
- 대한체육회 100주년 기념사업부 (2020). 《대한민국 체육 100년》. 대한체육회.
- 《대한민국 체육 100년 Ⅰ 통사 (민족과 함께 한 대한민국 체육 100년)》. 대한체육회. 2020.
- 《대한민국 체육 100년 Ⅱ 민족의 구심체, 조선체육회 (1920~1945)》. 대한체육회. 2020.
- 《대한민국 체육 100년 Ⅲ 세계를 향한 도전 (1945~1980)》. 대한체육회. 2020.
- 《대한민국 체육 100년 Ⅳ 스포츠로 꽃피운 대한민국 (1981~2000)》. 대한체육회. 2020.
- 《대한민국 체육 100년 Ⅴ 스포츠강국을 넘어 선진국으로(2001~2020)》. 대한체육회. 2020.

## 같이 보기
- 1924년 전국체육대회
- 1924년 전국체육대회 폐막식